# Unité urbaine de Jarnac
L'unité urbaine de Jarnac est une unité urbaine française centrée sur la commune de Jarnac, petite ville de la deuxième couronne périurbaine de l'aire d'attraction de Cognac, située dans la vallée du fleuve Charente, dans l'ouest de la Charente.

## Données générales
En 2020, l'INSEE a procédé à une redéfinition des zonages des unités urbaines de la France; celle de Jarnac est demeurée inchangée formant une agglomération multicommunale avec la commune de Triac-Lautrait selon la nomenclature de l'Insee qui lui a donné le code 16108.
C'est lors du remaniement des périmètres des unités urbaines de 2010 que l'unité urbaine de Jarnac, jusque-là commune urbaine "isolée" selon la nomenclature de l'INSEE, a été augmentée de la commune riveraine de Triac-Lautrait, située sur la rive gauche de la Charente.
En 1975, Jarnac, alors catégorisée comme "ville isolée", recensait 5 042 habitants et avait atteint son maximum démographique. Elle était alors la quatrième unité urbaine du département de la Charente après Angoulême, Cognac et Barbezieux-Saint-Hilaire.
En 2021, avec 4 933 habitants, elle devient la 3e unité urbaine de la Charente et appartient à la catégorie des unités urbaines de 2 000 à 4 999 habitants.
Sa densité de population qui s'élève à 268 hab/km² en 2021 en fait une des unités urbaines les plus densément peuplées de la Charente.
Elle fait partie de l'aire d'attraction de Cognac où elle occupe le deuxième rang après la ville de Cognac.

## Délimitation de l'unité urbaine de 2020
Unité urbaine de Jarnac dans la délimitation de 2020 et population municipale de 2021
Elle est composée des deux communes suivantes :
| Nom                   | Code Insee | Département | Statut       | Superficie (km2) | Population (dernière pop. légale) | Densité (hab./km2) | Modifier                                    |
| --------------------- | ---------- | ----------- | ------------ | ---------------- | --------------------------------- | ------------------ | ------------------------------------------- |
| Jarnac (ville-centre) | 16167      | Charente    | ville-centre | 11,99            | 4 478 (2022)                      | 373                | modifier les données · modifier les données |
| Triac-Lautrait        | 16387      | Charente    | banlieue     | 6,40             | 462 (2022)                        | 72                 | modifier les données · modifier les données |

## Sources et références
1. ↑  Composition de l'unité urbaine de Jarnac en 2020 - Source : Insee